# Championnat de Corée du Sud de football 1992
Navigation
Saison précédente Saison suivante
La saison 1992 du Championnat de Corée du Sud de football était la 10e édition de la première division sud-coréenne à poule unique, la K-League. Six clubs prennent part au championnat qui prend la forme d'une poule unique où toutes les équipes se rencontrent six fois au cours de la saison. Il n'y a pas de club relégué en fin de saison, au vu du trop faible nombre de formations engagées dans la compétition.
C'est le club des POSCO Atoms qui termine en tête du classement final, avec un point d'avance sur les Ilhwa Chunma et 3 sur les Hyundai Horang-i. C'est le 3e titre de champion de Corée du Sud de l'histoire du club. Le tenant du titre, les Daewoo Royals, termine à la 5e place du classement.

## Clubs participants
- Yukong Kokkiri
- Daewoo Royals
- Hyundai Horang-i
- Ilhwa Chunma
- LG Cheetahs
- POSCO Dolphins

## Compétition
Le barème de points servant à établir le classement se décompose ainsi :
- Victoire : 2 points
- Match nul : 1 points
- Défaite : 0 point

### Classement
| Rang | Équipe           | Pts | J  | G  | N  | P  | Bp | Bc | Diff |
| ---- | ---------------- | --- | -- | -- | -- | -- | -- | -- | ---- |
| 1    | POSCO Atoms      | 35  | 30 | 13 | 9  | 8  | 32 | 28 | +4   |
| 2    | Ilhwa Chunma     | 34  | 30 | 10 | 14 | 6  | 27 | 21 | +6   |
| 3    | Hyundai Horang-i | 32  | 30 | 13 | 6  | 11 | 38 | 31 | +7   |
| 4    | LG Cheetahs      | 29  | 30 | 8  | 13 | 9  | 30 | 35 | -5   |
| 5    | Daewoo Royals T  | 28  | 30 | 7  | 14 | 9  | 26 | 33 | -7   |
| 6    | Yukong Kokkiri   | 22  | 30 | 7  | 8  | 15 | 33 | 38 | -5   |

|  | Champion de Corée du Sud 1992 |
|  | T Tenant du titre             |

## Bilan de la saison
| Championnat de Corée du Sud de football 1992 |                        |
| Champion                                     | POSCO Atoms (3e titre) |
| Coupes et trophées                           |                        |
| Vainqueur de la Coupe de Corée du Sud 1992   | Non disputée           |
| Promotions et relégations                    |                        |
| Promus en K-League                           | Aucun                  |
| Relégués en K2-League                        | Aucun                  |